# Xanthorhoe implicata
Xanthorhoe implicata là một loài bướm đêm trong họ Geometridae.